# Carla Victoria Jara Murillo
Carla Victoria Jara Murillo (Heredia, 12 de septiembre de 1961) es una lingüista e investigadora costarricense que se ha especializado en el estudio del bribri, una de las lenguas indígenas de Costa Rica. Es catedrática en la Universidad de Costa Rica, donde se desempeña como docente en la Escuela de Filología, Lingüística y Literatura. Desde 2015 ocupa la silla G de la Academia Costarricense de la Lengua.

## Formación
Obtuvo un bachillerato en Filología Española en 1985, y una maestría en lingüística en la Universidad de Costa Rica en 1987. En 1995, recibió el título de doctora en lingüística por la Universidad Estatal de Luisiana en los Estados Unidos. Entre sus maestros en el estudio de lenguas indígenas de Costa Rica, destacan Adolfo Constenla Umaña y Enrique Margery Peña.

## Producción académica
Ha destacado por su copiosa investigación, por la cual la Universidad de Costa Rica la reconoció como investigadora del año de Artes y Letras en 2011. Como lingüista se ha dedicado al estudio de la lengua bribri y al español en Costa Rica.

### Bribri
Desde fines de la década de 1980 se ha dedicado al estudio de la lengua y cultura bribri, que es una lengua autóctona de la familia de las lenguas chibchenses. En esta área cuenta con una gran cantidad de artículos y libros descriptivos de diversos niveles de la lengua y también materiales didácticos, muchos de los cuales ha publicado en coautoría con Alí García Segura, quien es técnico de lenguas autóctonas en la Universidad de Costa Rica y hablante nativo de esta lengua. Entre sus obras destacan la Gramática de la Lengua Bribri (2018) y el libro Se’ ttö́ bribri ie. Hablemos en bribri (2013). Este último texto ha servido como base para dictar cursos sobre la lengua y la cultura bribri a estudiantes de diversas carreras de la universidad.  

### Español de Costa Rica
Otro tema estudiado por la autora es el español de Costa Rica y las ideologías lingüísticas. Al respecto, destaca su libro El español de Costa Rica según los ticos, en el cual parte de una perspectiva de lingüística popular para identificar diversas creencias que se tienen en Costa Rica sobre la variedad lingüística local frente a otras variedades de la región. 
Adicionalmente, ha incursionado en proyectos digitales. Uno de ellos ha sido la creación de un corpus digital de los mensajes presidenciales costarricenses desde el siglo XIX hasta el siglo XXI. Además de la composición del corpus, la investigadora ha presentado análisis de estos mensajes en diversos eventos académicos y ha publicado artículos donde los analiza desde diversas perspectivas, tales como lexicografía, análisis del discurso y etnografía de la comunicación.
En proyectos digitales, también ha colaborado en el desarrollo de una aplicación digital para el aprendizaje prescriptivo de la ortografía.

## Premios y distinciones
- Designada Miembro de número de la Academia Costarricense de la Lengua (2015).[14]
- Premio al Investigador/a 2011, Área de Artes y Letras, Universidad de Costa Rica (2011).
- Premio Academia Costarricense de la Lengua (2009).
- Premio Lámpara Dorada «Defensa de los Derechos Indígenas» (2008).

## Obras destacadas
La autora cuenta con alrededor de 50 publicaciones, de las cuales unas 39 son artículos científicos y el resto son libros y un capítulo. Algunas de las obras que podemos destacar son:  
- Jara, C. (2018). Gramática de la lengua bribri. San José: EDigital.

- Jara, C. & García, A. (2013). Se’ ttö́ bribri ie. Hablemos en bribri. San José: CONARE – Programa de Regionalización Interuniversitaria.
- Jara, C. & García, A. (2009). Se’ ẽ’ yawö bribri wa. Aprendemos la lengua bribri. (Curso interactivo en formato impreso y CD). San José: UNICEF Costa Rica / AECID / Universidad de Costa Rica.
- Jara, C. & García, A. (2008). Cargos tradicionales del pueblo bribri. Sĩõ’tãmĩ – Óköm – Awá. San José, Costa Rica: Instituto Costarricense de Electricidad / Instituto de Investigaciones Lingüísticas, UCR.
- Jara, C. (2006). El español de Costa Rica según los ticos: Un estudio de lingüística popular. San José: Editorial de la Universidad de Costa Rica.
- Jara, C. & García, A. (2003). Diccionario de Mitología Bribri. San José: Editorial de la Universidad de Costa Rica.
- Jara, C. & García, A. (1997). Kó Késka. El Lugar del Tiempo. Historias y otras tradiciones orales del pueblo bribri. San José: Editorial de la Universidad de Costa Rica / Comisión Costarricense de Cooperación con la UNESCO.
- Jara, C. (1991). Estructura causal de una narración bribri. En Preuss, M.H. (Ed.), Past, present and future. Selected papers on Latin American Indian Literatures (pp. 11-14). Culver City: Labyrinthos.